# Disney Cruise Line
A Magical Cruise Company Ltd., fazendo negócios como Disney Cruise Line, é uma empresa de transporte marítimo e uma subsidiária da The Walt Disney Company. A empresa foi fundada em 1996 e está domiciliado em Londres, Reino Unido, com sua sede operacional localizada em Celebration, Flórida.
Atualmente, a Disney Cruise Line opera cinco navios: Disney Magic, Disney Wonder, Disney Dream,Disney Fantasy e Disney Wish. A DIsney Cruise Line anuncio o nome de seu mais novo navio, o Disney Treasure tem previsão de lançamento para 2024. Em 15 de julho de 2017, foi anunciado na 2017 D23 Expo que um sétimo navio se juntará à frota. A Disney Cruise Line também possui a Castaway Cay, uma ilha particular nas Bahamas projetada como um porto de escala exclusivo para os navios da Disney. A Disney Cruise Line opera o terminal da Disney Cruise Line em Porto Canaveral, na Flórida.
Em 2015, a Disney Cruise Line tinha 2,8% do mercado mundial de cruzeiros e 2,4% de receita, enquanto em 2011, a empresa detinha uma participação de mercado de 1,95%.
A companhia foi pioneira no conceito de jantar rotativo, no qual o hóspede alterna com sua equipe de garçons através de três diferentes salas de jantar principais.

## Antecedentes
Em 1985, a Premier Cruise Line tornou-se a empresa de cruzeiros licenciada da Disney. Isso permitiu que os personagens da Disney estivessem em seus navios e combinassem pacotes de cruzeiros, hotéis e parques temáticos. Em 1993, a Premier encerrou a licença de personagens com a Disney para obter uma licença com os personagens da Warner Brothers. Assim, a Disney procurou as companhias Carnival e Royal Caribbean para substituir a Premier como um parceiro marítimo exclusivo.

## História
Quando as negociações da Disney com duas grandes companhias de cruzeiros, Carnival e Royal Caribbean, não produziram resultados, a Disney criou projetos de navios de cruzeiros em fevereiro de 1994. Em 3 de maio de 1994, a Disney anunciou que pretendia iniciar sua própria linha de cruzeiros com operações a partir de 1998. Arthur Rodney foi selecionado para servir como o primeiro presidente da companhia de cruzeiros provisoriamente chamada de Disney Vacation Cruises. A Disney Cruise Line, em 1995, encomendou o Disney Magic e Disney Wonder pelos estaleiros da Fincantieri, na Itália. A companhia de cruzeiros foi incorporada como Devonson Cruise Company, Limited em 6 de fevereiro de 1996, no Reino Unido, mas logo foi renomeada como Magical Cruise Company Limited em 1 de outubro do mesmo ano. Em 1996, a Magical Cruise Company adquiriu Gorda Cay como a ilha privada da companhia. A empresa gastou US $ 25 milhões em 18 meses na ilha e a renomeou como Castaway Cay.
O primeiro cruzeiro do Disney Magic foi adiado duas vezes, programado originalmente para março de 1998, enquanto o Disney Wonder estava programado para dezembro de 1998. Em 30 de julho de 1998, com a primeira viagem do Magic, a Disney Cruise Line entrou em operação. Com a demissão de Rodney como presidente da empresa em 31 de agosto de 1999, o diretor de operações Matt Ouimet foi nomeado seu substituto. Em 2002, a companhia acrescentou cruzeiros de sete dias e cruzeiros pelo oeste do Caribe.
Em 2007, a Disney anunciou a construção de dois novos navios de cruzeiro. O Disney Dream partiu em janeiro de 2011, seguido pelo Disney Fantasy em 2012. O estaleiro Meyer Werft, com sede em Papenburg, na Alemanha, foi o construtor dos novos navios. Em fevereiro de 2009, Tom McAlpin deixou a presidência da Disney Cruise Line e foi substituído por Karl Holz. No início de 2009, a Disney e a Autoridade Portuária de Canaveral estenderam seu acordo para 2022 com a expansão do terminal para lidar com a nova classe de navios. O Disney Magic foi transferido para a Europa em 2010, acrescentando os primeiros cruzeiros norte-europeus da DCL com cruzeiros no Mediterrâneo.
Com a chegada do Disney Dream em 2011, o Disney Wonder foi transferido para Los Angeles. Com a chegada do Disney Fantasy em 2012, o Disney Magic foi transferido para Nova Iorque durante a temporada de verão, antes de se mudar para Galveston, no Texas.
Na Cruise Critic Cruisers' Choice Awards em fevereiro de 2016, três dos navios da Disney ganharam 11 prêmios da categoria. Em 3 de março de 2016, durante a reunião anual da empresa, o presidente da Walt Disney Company, Bob Iger, anunciou que dois novos navios estavam planejados para serem construídos em tamanho superior aos dois anteriores. Estes navios devem entrar na companhia em 2021 e 2023.
Em 15 de julho de 2017, Bob Chapek, presidente da Walt Disney Parks and Resorts, anunciou na D23 Expo que um sétimo navio se juntará à frota. Em abril de 2017, foi anunciado que Karl Holz se aposentaria como presidente da Disney Cruise Line em 15 de fevereiro de 2018 e Anthony Connelly assumiria o cargo em 1 de outubro de 2017. Logo após a reorganização de um conglomerado em março de 2018 que formou a Walt Disney Parks, Experiences and Consumer Products, a Disney Cruise Line e New Vacation Operations foram renomeadas para Disney Signature Experiences, juntamente com um novo presidente, Jeff Vahle.

## Frota

### Atual

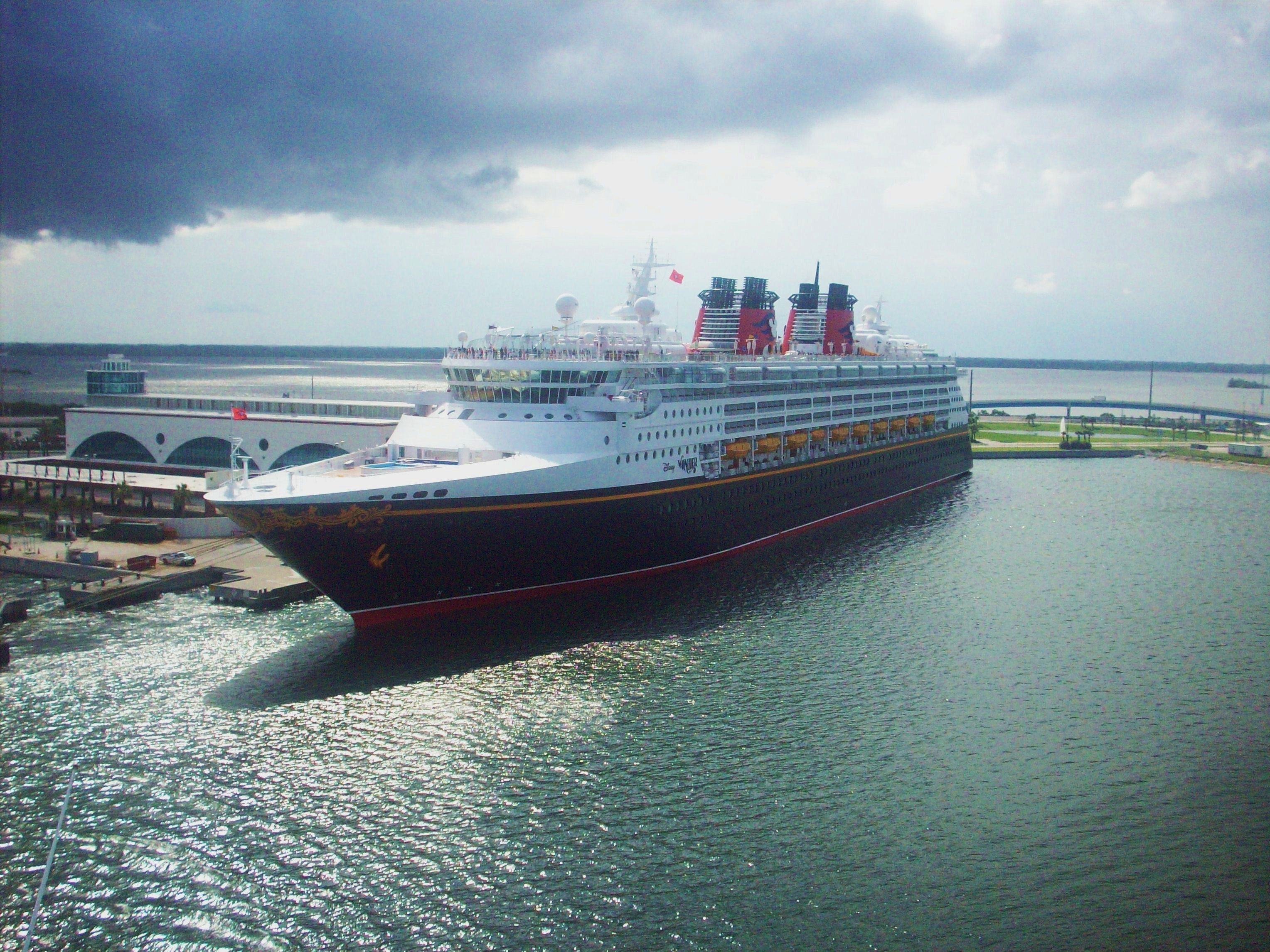
Disney Wonder em Porto Canaveral.

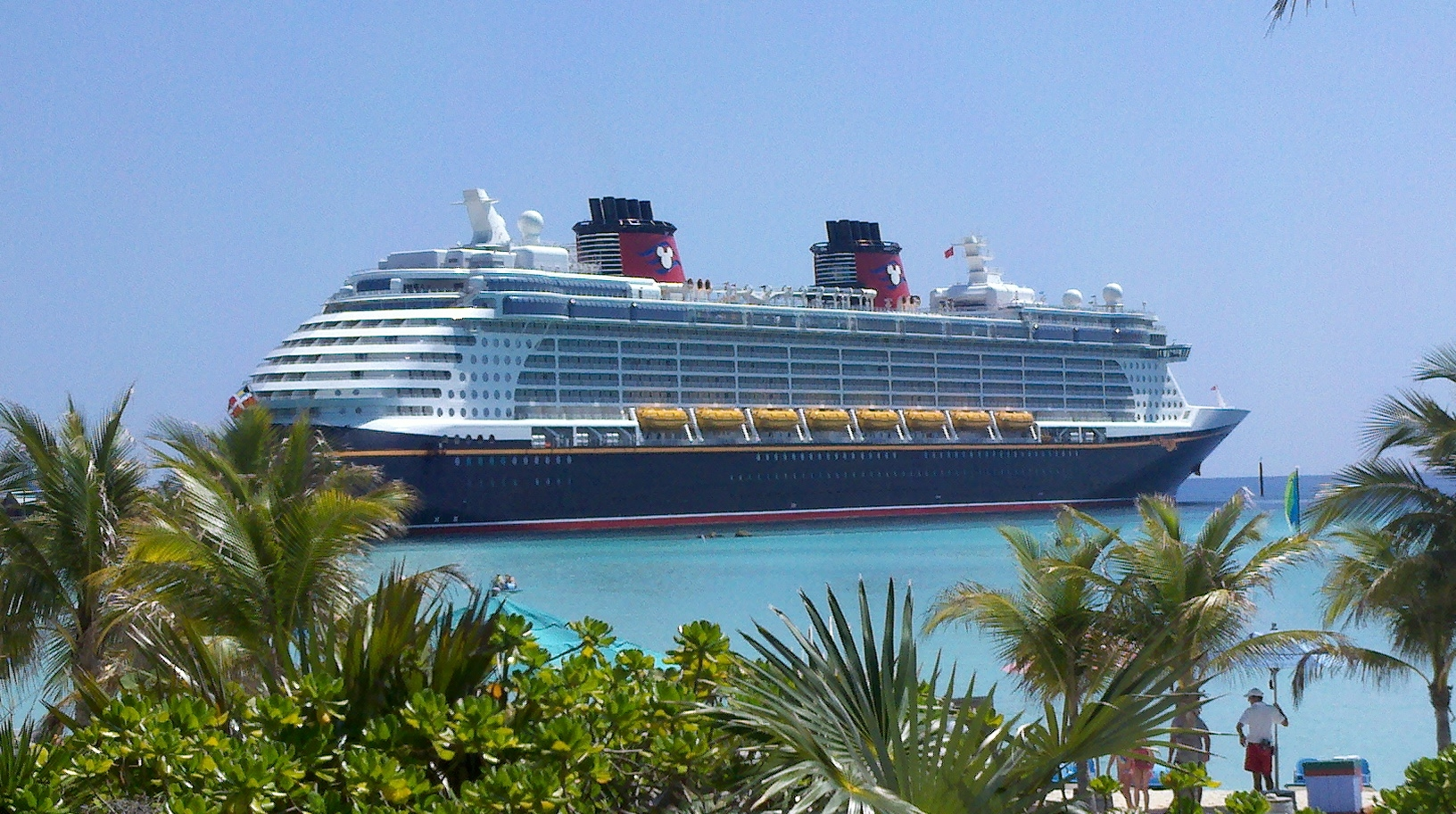
Disney Dream em Castaway Cay.

O Disney Magic entrou em operação em 30 de julho de 1998. O Disney Wonder entrou em operação em agosto de 1999. Eles possuem 294 m de comprimento e 32 m de largura. Cada um dos navios contém 875 cabines e não são idênticos no projeto, com muitas variações nos interiores, restaurantes e locais de entretenimento. Ambas possuem áreas projetadas exclusivamente para várias faixas etárias, incluindo crianças, adolescentes e adultos. As rotas atuais são o Alasca, Bahamas, Caribe e Europa, dependendo do navio.
Ao contrário da maioria dos navios do seu tipo, eles não incluem cassinos. As embarcações da Disney também apresentam buzinas que tocam o tema de abertura de When You Wish upon a Star, do Pinóquio. Outras buzinas incluem Do You Want to Build a Snowman?, It's a small world e várias outras músicas.
O Disney Dream e Disney Fantasy entraram em serviço em janeiro de 2011 e março de 2012, respectivamente. Estes novos navios de 129,690 toneladas possuem 339,5 (1.114 pés) de comprimento e 36,8 m (121 pés) de largura. São dois conveses mais altos que o Disney Magic e Disney Wonder, possuindo 1.250 cabines cada. O Dream foi a primeira embarcação a ter uma montanha-russa, conhecida como AquaDuck.
| Navio          | Capacidade de passageiros | Entrou em operação    | Madrinha                 | Itinerário | Arqueação bruta | Notas | Imagem |
| -------------- | ------------------------- | --------------------- | ------------------------ | --- | --------------- | ----- | ------ |
| Disney Magic   | 2.400                     | 30 de julho de 1998   | Patricia Disney          | Copenhaga, Dinamarca / Dover, Reino Unido / Miami / Barcelona, Espanha / Nova Iorque / San Juan, Porto Rico / Porto Canaveral / Roma, Itália | 83.338 t        |       |        |
| Disney Wonder  | 2.400                     | 15 de agosto de 1999  | Tinker Bell              | Vancouver, Canadá / San Diego / Galveston / San Juan, Porto Rico / Porto Canaveral                                                           | 83.000 t        |       |        |
| Disney Dream   | 4.000                     | 26 de janeiro de 2011 | Jennifer Hudson          | Porto Canaveral | 129.690 t       |       |        |
| Disney Fantasy | 4.000                     | 31 de março de 2012   | Mariah Carey             | Porto Canaveral | 129.750 t       |       |        |
| Disney Wish    | 4.000                     | 29 de junho de 2022   | All Make-A-Wish children | Porto Canaveral | 144.000 t       |       |        |

### Futuro
Em 2016, a companhia anunciou que adquiriria três novos navios, ainda sem nome, descritos como maiores que o Disney Dream e Disney Fantasy, mas com um número equivalente de cabines.
Em março de 2018, a Disney Cruise Line lançou a primeira versão de sua nova geração de navios de cruzeiro. Os cruzeiros de 140.000 toneladas serão movidos a GNL e acomodarão pelo menos 2.500 hóspedes.
| Navio            | Cabines | Data prevista | Arqueação bruta | Notas                            | Estaleiro    |
| ---------------- | ------- | ------------- | --------------- | -------------------------------- | ------------ |
| Disney Treasure  | 1.250   | 2024          | 140.000 t       | Anunciado em 15 de julho de 2017 | Meyer Werft  |
| Disney Destiny   | 1.250   | 2025          | 140.000 t       | Anunciado em 3 de março de 2016  | Meyer Werft  |
| Disney Adventure |         | 2025          | 200.000 t       |                                  | Meyer Wismar |

## Terminal da Disney Cruise Line

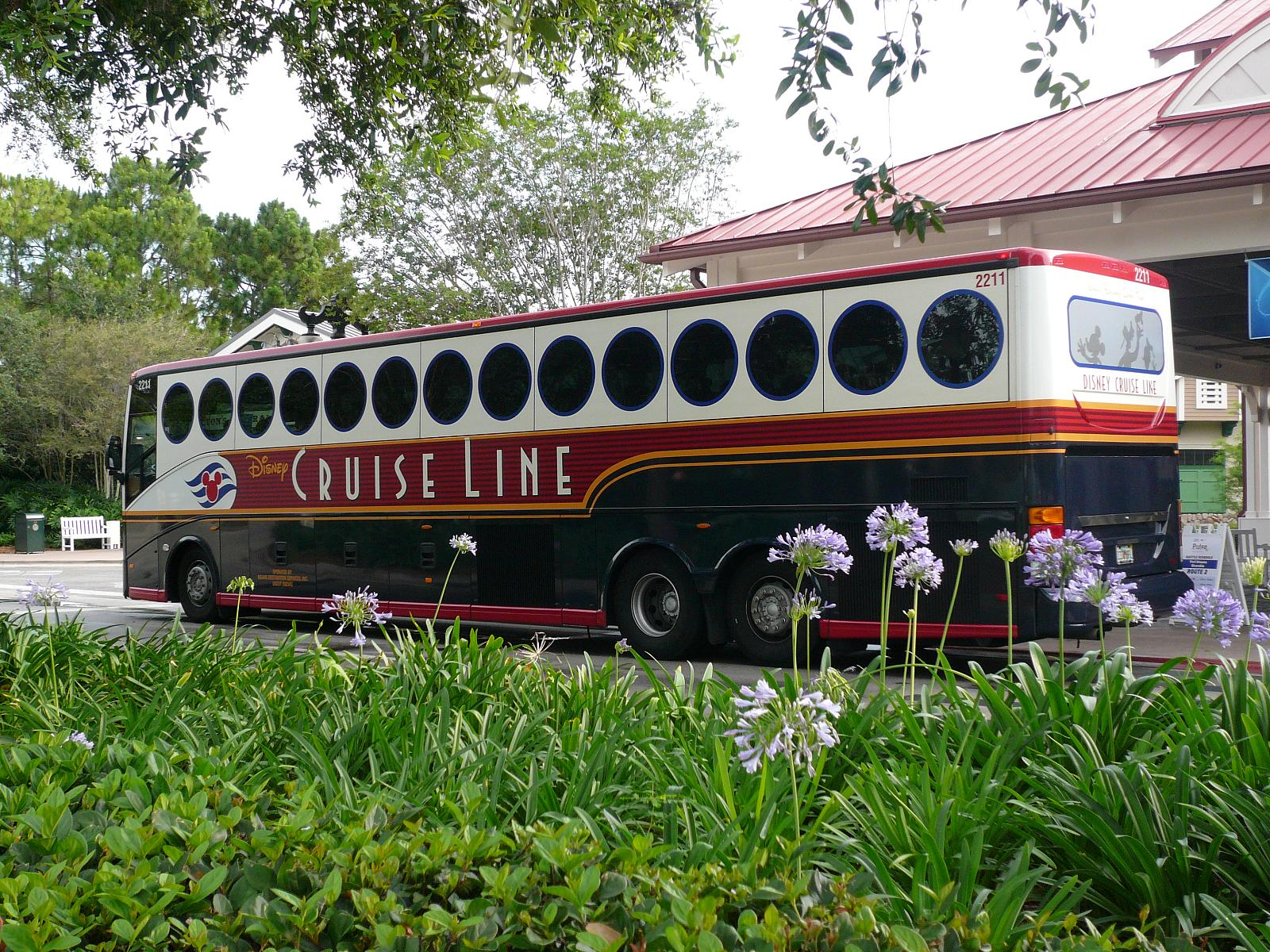
Um ônibus da Disney Cruise Line que leva os hóspedes para o Aeroporto Internacional de Orlando; bem como em torno do Walt Disney World.

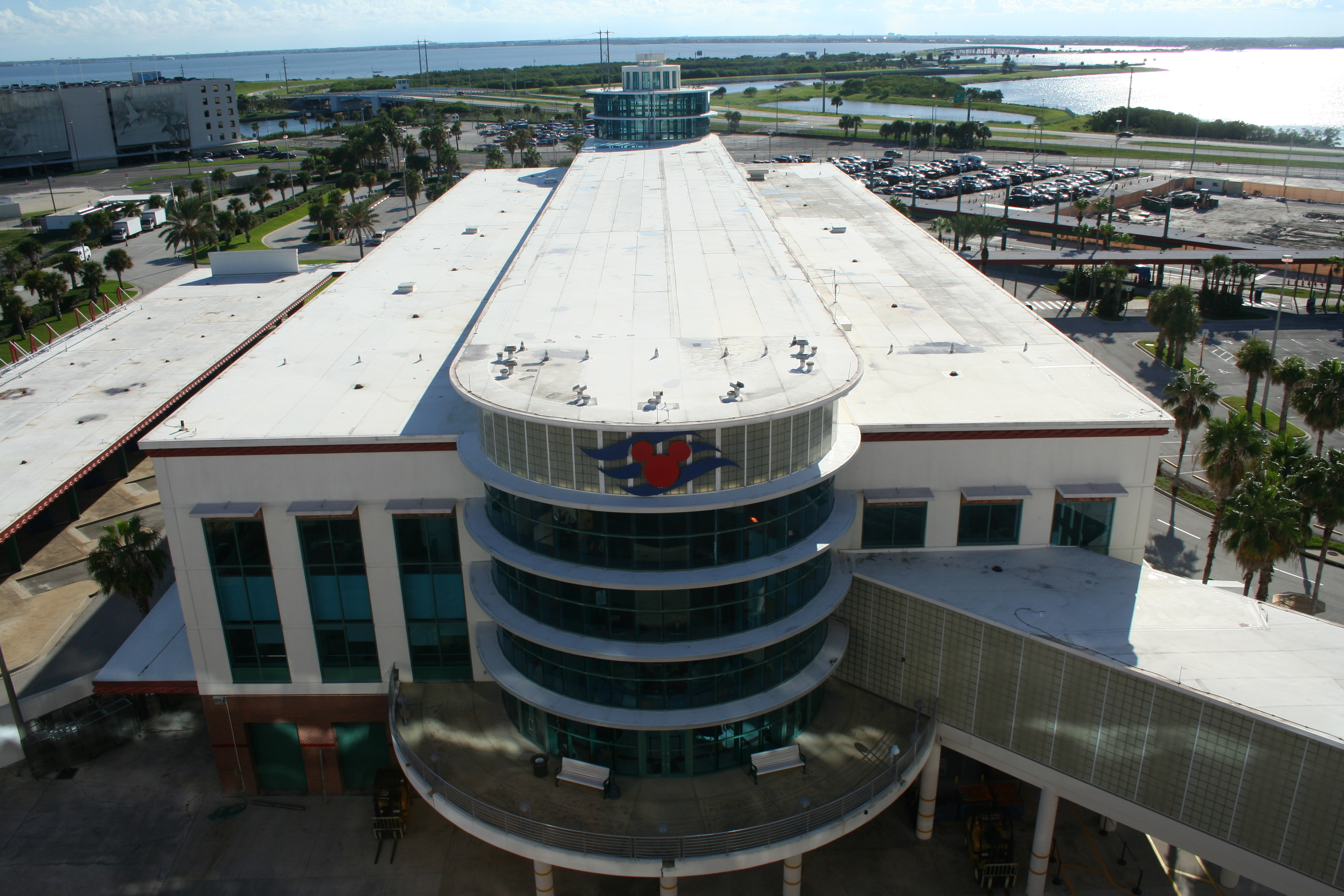
Terminal da Disney Cruise Line que leva ao Disney Wonder.

O Terminal da Disney Cruise Line está localizado no Porto Canaveral, em Cabo Canaveral, Flórida, Estados Unidos. Ele é utilizado para transportar passageiros dentro e fora dos navios da Disney Cruise Line.
O porto, localizado em Porto Canaveral, é um grande edifício, de propriedade do Porto Canaveral e operado pela 
Walt Disney Company. Com 70.000 pés quadrados (6.500 m2), este enorme edifício inclui a base para o check-in, segurança e embarque da Disney Cruise Line.
A Disney Cruise Line negociou com a autoridade portuária de Porto Canaveral e no início de 2009 estendeu seu contrato até 2022. Como parte deste contrato, a autoridade portuária expandiu e melhorou a doca para acomodar os novos navios, um parque de estacionamento foi construído e será ampliado para acomodar mais passageiros e bagagens. O Disney Dream, Disney Wonder e Disney Fantasy operavam a partir do Porto Canaveral.
No fim de 2012, o Disney Magic e Disney Wonder começaram a operar cruzeiros saindo de Galveston, no Texas e Miami, Flórida, respectivamente. Em 2013, o Disney Magic mudou-se para Barcelona, na Espanha e o Disney Wonder foi transferido para Vancouver, na Colúmbia Britânica. No outono de 2013, o Magic e Wonder retornaram aos Estados Unidos, mas foram transferidos de portos, com o Magic saindo de Miami e Wonder saindo de Galveston. Em janeiro de 2014, o Wonder substituiu o Magic em Miami, com este se juntando ao Dream e Fantasy no Porto Canaveral.